# Haanques
Haanques (em egípcio: ḥ3-ˁnḫ = s; romaniz.: Haankhes; lit.  "que ela viva") foi uma antiga rainha consorte egípcia da XVII dinastia, provavelmente esposa do faraó Intefe VII. Ela só é conhecida por uma estela do seu filho, o príncipe Ameni. A estela foi encontrada em Copto e pode ser originalmente de Dendera; metade dela está no Museu Petrie de Arqueologia Egípcia, a outra está no Museu Pushkin. Ameni casou-se com a princesa Sobequemebe, filha de Sobequensafe I e Nubemate. O seu único título conhecido é "esposa do rei" (ḥmt-nỉswt).